# Salto Ribeirão das Onças
O Salto Ribeirão das Onças é uma queda d'água localizada no município brasileiro de Colombo, no estado do Paraná.